# Eudule semirubra
Eudule semirubra är en fjärilsart som beskrevs av Paul Dognin 1902. Eudule semirubra ingår i släktet Eudule och familjen mätare. Inga underarter finns listade i Catalogue of Life.